# Tabidia
Tabidia is een geslacht van vlinders uit de familie van de grasmotten (Crambidae). De wetenschappelijke naam van dit geslacht is voor het eerst voorgesteld door Pieter Snellen in een publicatie uit 1880. Snellen beschreef ook de eerste soort uit het geslacht, Tabidia insanalis, die als typesoort is aangeduid.

## Soorten
- T. aculealis (Walker, 1866)
- T. candidalis  (Warren, 1896)
- T. craterodes Meyrick, 1894
- T. defloralis (Snellen, 1883)
- T. flexulalis Snellen, 1899
- T. fuscifusalis Hampson, 1917
- T. inconsequens (Warren, 1896)
- T. insanalis Snellen, 1880
- T. longatuba Wang, Du & Xiao, 2024
- T. nacoleialis Hampson, 1912
- T. obvia Du & Li, 2014
- T. strigiferalis Hampson, 1900
- T. truncatalis Hampson, 1899